# Ruch Narodowo-Socjalistyczny (Stany Zjednoczone)
Ruch Narodowo-Socjalistyczny (ang. National Socialist Movement, NSM lub NSM88) – skrajnie prawicowa i neonazistowska partia operująca na terenie Stanów Zjednoczonych. NSM twierdzi iż jest największą partią neonazistowską na terenie USA.
Organizacja jest zaliczana przez Southern Poverty Law Center do grup nienawiści.  

## Historia
NSM został założony w 1974 w Saint Paul jako Narodowo-Socjalistyczny Ruch Amerykańskiej Wolności Robotniczej przez Roberta Brannena i Cliffa Herringtona, byłych członków Amerykańskiej Partii Nazistowskiej przed jej upadkiem. W 1994 Jeff Schoep został przewodniczącym grupy, zajmując stanowisko do stycznia 2019, kiedy zastąpił go Burt Colucci.
NSM był odpowiedzialny za prowadzenie demonstracji, która wywołała zamieszki w Toledo w 2005. W kwietniu 2006 partia zorganizowała wiec na schodach kapitolu w Lansing w stanie Michigan, który spotkał się z większym kontratakiem i zakończył się bójkami. 
1 maja 2011 Jeff Hall, przywódca kalifornijskiego oddziału NSM, został zabity przez swojego 10-letniego syna z problemami emocjonalnymi, który twierdził, że ma już dość bicia przez ojca i jego macochę. Hall ubiegał się w 2010 o miejsce w zarządzie rady wodnej Riverside County, w wyścigu, w którym zdobył około 30% głosów.

Flaga Ruchu Narodowo-Socjalistycznego

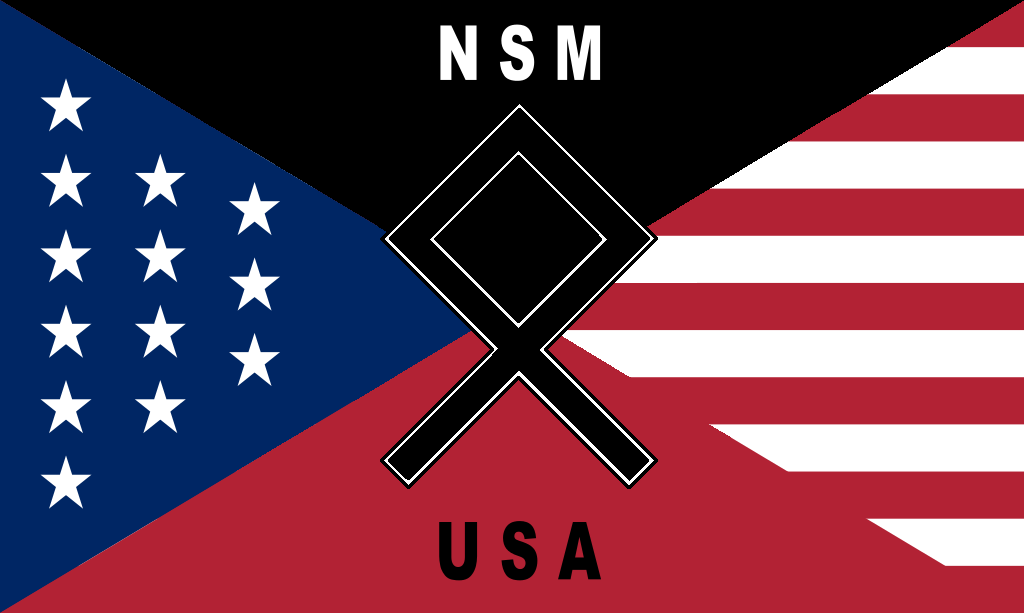
Alternatywna flaga Ruchu Narodowo-Socjalistycznego z runą othala zamiast swastyki

W 2012 dwóch byłych członków NSM zostało aresztowanych i skazanych na więzienie za handel narkotykami, gromadzenie zapasów broni i przygotowywanie zamachu terrorystycznego na meksykański konsulat w Stanach Zjednoczonych.
Partia współorganizowała marsz Unite the Right w sierpniu 2017, m.in. razem z Tradycjonalistyczną Partią Robotniczą, Vanguard America oraz Ligą Południa.

## Struktury organizacyjne NSM
Partia posiada ponad 25 filii na terenie całych Stanów Zjednoczonych. Członkowie NSM noszą umundurowanie wzorowane na członkach Sturmabteilung ze zmodyfikowanymi insygniami. Rangi w NSM również zostały zmodyfikowane na wzór tych, które istniały w strukturach SA.
NSM jest aktywną organizacją, która często organizuje zloty, konwencje oraz protesty, a także publiczne palenie książek niepożądanych przez partię autorów.

9 maja 2008 partia ogłosiła, że Brian Holland będzie startował z listy NSM na prezydenta Stanów Zjednoczonych.

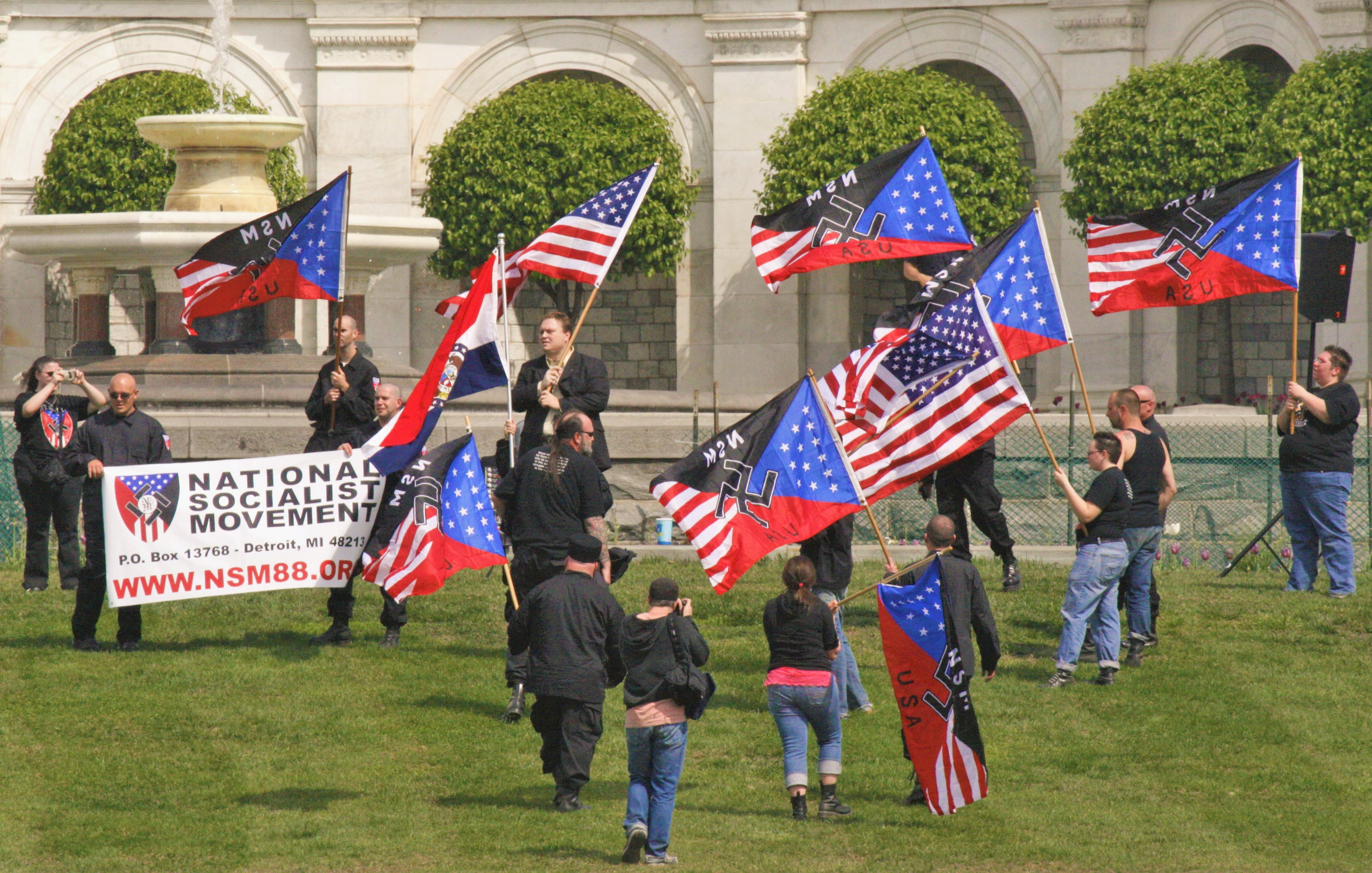
Zjazd partyjny NSM, Waszyngton, 2008

### Liderzy NSM
- Robert Brannen (1974-1984)
- Cliff Herrington (1984-1994)
- Jeff Schoep (1994-2019)
- Burt Colucci (2019-obecnie)